# Parasenecio nokoensis
Parasenecio nokoensis là một loài thực vật có hoa trong họ Cúc. Loài này được (Masam. & Suzuki) C.I Peng & S.W.Chung mô tả khoa học đầu tiên năm 1998.